# Knockdavie Castle

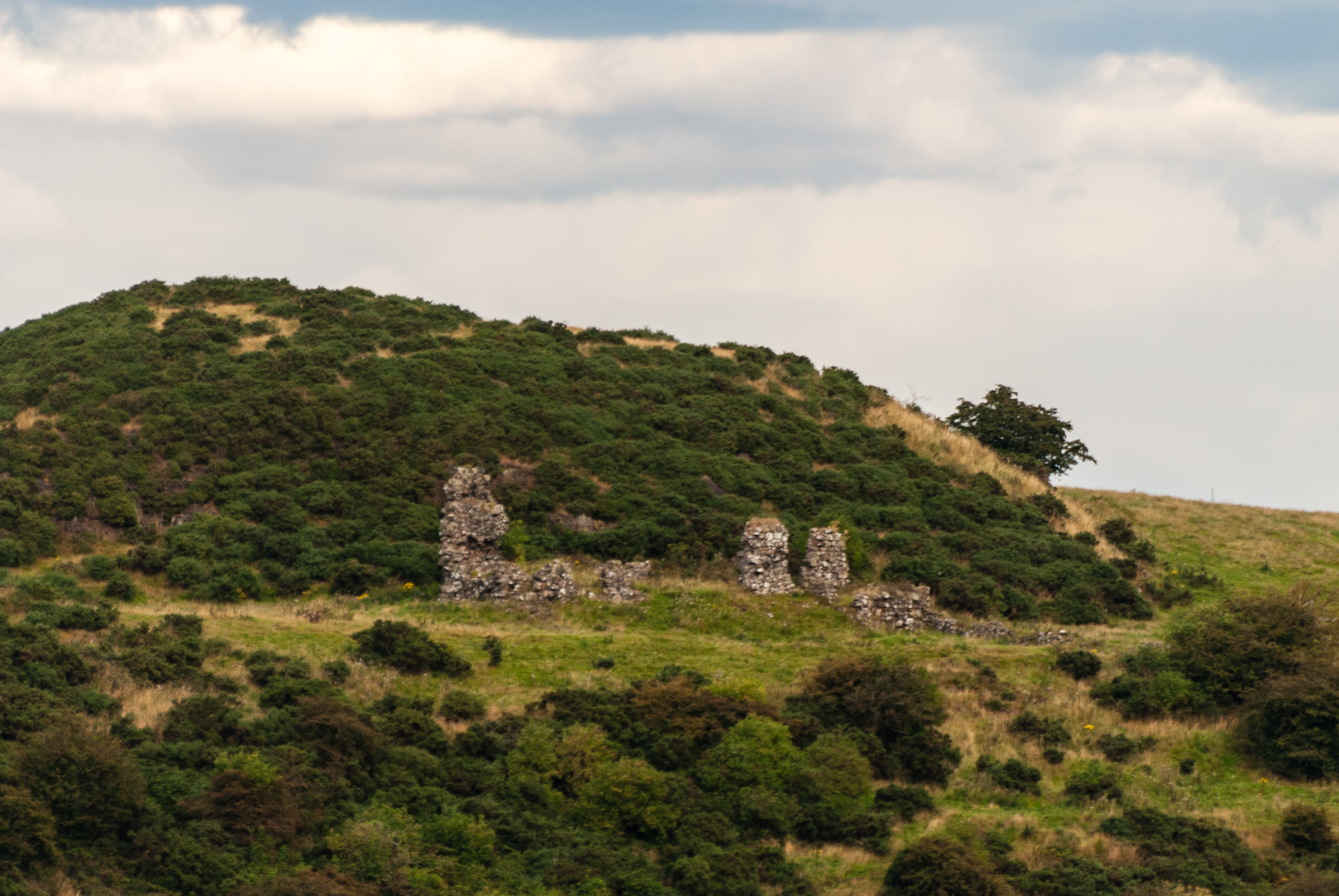
Knockdavie Castle

Knockdavie Castle ist die Ruine eines Landhauses in Burntisland in der schottischen Council Area Fife. Das Haus wurde im 17. Jahrhundert erbaut und gilt als Scheduled Monument.

## Beschreibung
Das zweistöckige Haus besitzt einen rechteckigen Grundriss und bedeckt eine Fläche von 22 Metern × 12 Metern. Es steht auf der ebenen Oberfläche eines 1,5 Meter hohen Mounds und wurde aus grobem Bruchstein erbaut, der mit Kalkmörtel verfugt wurde. Das Erdgeschoss war durch eine Mauer in zwei Hälften geteilt. An der Nordmauer findet sich ein halbrunder Vorsprung, der einst eine Treppe enthielt.
Die nordwestliche Ecke ist noch bis zu einer Höhe von 5–6 Metern erhalten. Der Rest der Westseite ist ins Hausinnere gestürzt. In der Nordmauer findet man die unteren Stufen der Treppe. Auf der Westseite könnte sich ein Keller mit Gewölbedecke befunden haben. Der Sturz eines mit Schutt verschütteten Eingangs befindet sich auf der Südwestseite. Die Südmauer ist eingestürzt; der größte, erhaltene Teil bildet die Südostecke. Hier waren früher ein Eingang und ein Wandschrank.
An der Südostecke des Hauses lassen sich rechteckige Fundamente entdecken, die auf einen Anbau schließen lassen, der weiter nach unten führte. Auch an der Süd- und Westseite sind weitere Reste von Fundamenten, deren ursprünglichen Zwecke man allerdings nicht ausmachen kann.

## Geschichte
MacGibbon und Ross sind der Meinung, dass das Haus im 17. Jahrhundert einem Mitglied des Clan Douglas gehörte, der die Covenanters bekämpfte.